# Mutua Madrid Open 2017
Mutua Madrid Open 2017 là giải quần vợt chuyên nghiệp diễn ra ở sân đất nện ngoài trời tại Park Manzanares ở Madrid, Tây Ban Nha từ ngày 5 tháng 5 đến ngày 14 tháng 5 năm 2017. Nó là giải Madrid thứ 16 của ATP World Tour và là thứ 9 của WTA Tour. Giải nằm trong hệ thống ATP World Tour Masters 1000 của 2017 ATP World Tour và Premier Mandatory của 2017 WTA Tour.

## Điểm và tiền thưởng

### Point distribution
| Event   | VĐ   | Ck  | BK  | TK  | 1/16 | 1/32 | 1/64 | Q  | Q2 | Q1 |
| Đơn nam | 1000 | 600 | 360 | 180 | 90   | 45   | 10   | 25 | 16 | 0  |
| Đôi nam | 1000 | 600 | 360 | 180 | 90   | 0    | —    | —  | —  | —  |
| Đơn nữ  | 1000 | 650 | 390 | 215 | 120  | 65   | 10   | 30 | 20 | 2  |
| Đôi nữ  | 1000 | 650 | 390 | 215 | 120  | 10   | —    | —  | —  | —  |

### Tiền thưởng
| Sự kiện | VĐ         | CK       | BK       | Tk       | 1/16    | 1/32    | 1/64    | Q2     | Q1     |
| Đơn nam | €1,043,680 | €511,740 | €257,555 | €130,965 | €68,010 | €35,855 | €19,360 | €4,460 | €2,270 |
| Đơn nữ  | €1,043,680 | €511,740 | €257,555 | €130,965 | €68,010 | €32,260 | €15,146 | €4,166 | €2,022 |
| Đôi nam | €323,200   | €158,240 | €79,360  | €40,740  | €21,060 | €11,110 | —       | —      | —      |
| Đôi nữ  | €323,200   | €158,240 | €79,360  | €40,740  | €20,606 | €10,610 | —       | —      | —      |

## Vận động viên nội dung đơn

### Hạt giống
| Quốc gia | Tay vợt            | Xếp hạng1 | Hạt giống |
| -------- | ------------------ | --------- | --------- |
| GBR      | Andy Murray        | 1         | 1         |
| SRB      | Novak Djokovic     | 2         | 2         |
| SUI      | Stan Wawrinka      | 3         | 3         |
| CAN      | Milos Raonic       | 5         | 4         |
| JPN      | Kei Nishikori      | 6         | 5         |
| ESP      | Rafael Nadal       | 7         | 6         |
| CRO      | Marin Čilić        | 8         | 7         |
| AUT      | Dominic Thiem      | 9         | 8         |
| BEL      | David Goffin       | 10        | 9         |
| FRA      | Jo-Wilfried Tsonga | 11        | 10        |
| BUL      | Grigor Dimitrov    | 12        | 11        |
| CZE      | Tomáš Berdych      | 13        | 12        |
| FRA      | Lucas Pouille      | 14        | 13        |
| Hoa Kỳ   | Jack Sock          | 15        | 14        |
| AUS      | Nick Kyrgios       | 16        | 15        |
| FRA      | Gaël Monfils       | 17        | 16        |

- Bảng xếp hạng ngày 24 tháng 4 năm 2017.

### Vận động viên khác
Đặc cách:
- Nicolás Almagro
- Marius Copil
- Guillermo García López
- Tommy Robredo

Vượt qua vòng loại:
- Thomaz Bellucci
- Ernesto Escobedo
- Pierre-Hugues Herbert
- Denis Istomin
- Mikhail Kukushkin
- Andrey Kuznetsov
- Adrian Mannarino

Thua cuộc may mắn:
- Borna Ćorić
- Jared Donaldson

### Bỏ cuộc
Trước giải đấu
- Juan Martín del Potro →thay thế bởi  Nicolas Mahut
- Roger Federer →thay thế bởi  Kyle Edmund
- John Isner →thay thế bởi  Robin Haase
- Steve Johnson →thay thế bởi  Steve Darcis
- Paolo Lorenzi →thay thể bởi  Marcos Baghdatis
- Sam Querrey →thay thể bởi  Florian Mayer
- Viktor Troicki →thay thể bởi  Karen Khachanov

Trong giải đấu
- Kei Nishikori
- Jo-Wilfried Tsonga

## Vận động viên của ATP đôi

### Hạt giống
| Quốc gia | Tay vợt         | Quốc gia | Tay vợt                | Xếp hạng1 | Hạt giống |
| -------- | --------------- | -------- | ---------------------- | --------- | --------- |
| FIN      | Henri Kontinen  | AUS      | John Peers             | 3         | 1         |
| Hoa Kỳ   | Bob Bryan       | Hoa Kỳ   | Mike Bryan             | 6         | 2         |
| GBR      | Jamie Murray    | BRA      | Bruno Soares           | 15        | 3         |
| POL      | Łukasz Kubot    | BRA      | Marcelo Melo           | 18        | 4         |
| RSA      | Raven Klaasen   | Hoa Kỳ   | Rajeev Ram             | 23        | 5         |
| FRA      | Nicolas Mahut   | FRA      | Édouard Roger-Vasselin | 26        | 6         |
| CRO      | Ivan Dodig      | ESP      | Marcel Granollers      | 27        | 7         |
| ESP      | Feliciano López | ESP      | Marc López             | 29        | 8         |

- Bảng xếp hạng được biết vào ngày 24 tháng 4 năm 2017.

### Vận động viên khác
Wildcards:
- David Marrero /  Tommy Robredo
- Fernando Verdasco /  Nenad Zimonjić

## Vận động viên của WTA

### Hạt giống
| Quốc gia | Tay vợt                  | Xếp hạng1 | Hạt giống |
| -------- | ------------------------ | --------- | --------- |
| GER      | Angelique Kerber         | 2         | 1         |
| CZE      | Karolína Plíšková        | 3         | 2         |
| SVK      | Dominika Cibulková       | 4         | 3         |
| ROU      | Simona Halep             | 5         | 4         |
| ESP      | Garbiñe Muguruza         | 6         | 5         |
| GBR      | Johanna Konta            | 7         | 6         |
| POL      | Agnieszka Radwańska      | 8         | 7         |
| RUS      | Svetlana Kuznetsova      | 9         | 8         |
| Hoa Kỳ   | Madison Keys             | 10        | 9         |
| DEN      | Caroline Wozniacki       | 11        | 10        |
| Hoa Kỳ   | Venus Williams           | 12        | 11        |
| UKR      | Elina Svitolina          | 13        | 12        |
| RUS      | Elena Vesnina            | 14        | 13        |
| RUS      | Anastasia Pavlyuchenkova | 16        | 14        |
| CZE      | Barbora Strýcová         | 17        | 15        |
| AUS      | Samantha Stosur          | 18        | 16        |

- Rankings are as of ngày 24 tháng 4 năm 2017.

### Vận động viên khác
Wildcards:
- Lara Arruabarrena
- Sorana Cîrstea
- Francesca Schiavone
- Maria Sharapova
- Sara Sorribes Tormo

Vượt qua vòng loại:
- Océane Dodin
- Mariana Duque Mariño
- Johanna Larsson
- Pauline Parmentier
- Andrea Petkovic
- Donna Vekić
- Wang Qiang
- Zheng Saisai

Thua cuộc may mắn:
- Anett Kontaveit

### Bỏ cuộc
Trước giải đấu
- Petra Kvitová →thay thế bởi  Viktorija Golubic
- Naomi Osaka →thay thế bởi  Catherine Bellis
- Agnieszka Radwańska →thay thế bởi Lucky Loser
- Serena Williams →thay thế bởi  Jelena Janković
- Venus Williams →thay thế bởi  Eugenie Bouchard

### Rút lui
- Angelique Kerber
- Ana Konjuh

## Vận động viên của WTA đôi

### Hạt giống
| Quốc gia | Tay vợt               | Quốc gia | Tay vợt            | Xếp hạng1 | Hạt giống |
| -------- | --------------------- | -------- | ------------------ | --------- | --------- |
| Hoa Kỳ   | Bethanie Mattek-Sands | CZE      | Lucie Šafářová     | 3         | 1         |
| RUS      | Ekaterina Makarova    | RUS      | Elena Vesnina      | 6         | 2         |
| TPE      | Chiêm Vịnh Nhiên      | SUI      | Martina Hingis     | 19        | 3         |
| IND      | Sania Mirza           | KAZ      | Yaroslava Shvedova | 20        | 4         |
| HUN      | Tímea Babos           | CZE      | Andrea Hlaváčková  | 23        | 5         |
| CZE      | Lucie Hradecká        | CZE      | Kateřina Siniaková | 34        | 6         |
| GER      | Julia Görges          | CZE      | Barbora Strýcová   | 36        | 7         |
| Hoa Kỳ   | Abigail Spears        | SLO      | Katarina Srebotnik | 40        | 8         |

- Bảng xếp hạng được biết vào ngày 1 tháng 5 năm 2017.

### Vận động viên khác
Wildcards:
- Lara Arruabarrena /  Sara Sorribes Tormo
- Johanna Konta /  Shelby Rogers
- Arantxa Parra Santonja /  Sílvia Soler Espinosa

## Nhà vô địch

### Đơn nam
- Rafael Nadal đánh bại  Dominic Thiem, 7–6(10–8), 6–4

### Đơn nữ
- Simona Halep đánh bại  Kristina Mladenovic, 7–5, 6–7(5–7), 6–2

### Đôi nam
- Łukasz Kubot /  Marcelo Melo đánh bại  Nicolas Mahut /  Édouard Roger-Vasselin, 7–5, 6–3

### Đôi nữ
- Chiêm Vịnh Nhiên /  Martina Hingis đánh bại  Tímea Babos /  Andrea Hlaváčková, 6–4, 6–3